# Седкиркеське міське поселення
Седкирке́ське міське поселення (рос. Седкыркещское сельское поселение) — муніципальне утворення у складі Сиктивкарського міського округу Республіки Комі, Росія. Адміністративний центр — селище міського типу Седкиркещ.

## Населення
Населення — 2389 осіб (2010; 2476 у 2002, 2953 у 1989).

## Склад
До складу поселення входять такі населені пункти:
| Населений пункт                 | Населення, осіб (1989) | Населення, осіб (2002) | Населення, осіб (2010) |
| ------------------------------- | ---------------------- | ---------------------- | ---------------------- |
| Седкиркещ, селище міського типу | 2455                   | 2075                   | 1999                   |
| Трьохозерка, селище             | 498                    | 401                    | 360                    |